# 伊号第三百六十三潜水艦
| 回天を搭載した伊363（1945年5月または8月） |                                                                     |
| 艦歴                                      |                                                                     |
| 計画                                      | 昭和18年度計画（改⑤計画）                                           |
| 起工                                      | 1943年5月1日                                                        |
| 進水                                      | 1943年12月12日                                                      |
| 就役                                      | 1944年7月8日                                                        |
| その後                                    | 1945年10月29日触雷沈没                                              |
| 除籍                                      | 1945年11月10日                                                      |
| 性能諸元                                  |                                                                     |
| 排水量                                    | 基準1,440t、常備1,779t 水中2,215t                                   |
| 全長                                      | 73.50m                                                              |
| 全幅                                      | 8.90m                                                               |
| 吃水                                      | 4.76m                                                               |
| 機関                                      | 艦本式23号乙8型ディーゼル2基2軸 水上：1,850馬力 水中：1,200馬力     |
| 速力                                      | 水上：13.0kt 水中：6.5kt                                            |
| 航続距離                                  | 水上：10ktで5,000海里 水中：3ktで120海里                            |
| 燃料                                      | 重油：282トン                                                       |
| 乗員                                      | 55名                                                                |
| 兵装                                      | 40口径14cm単装砲1門 25mm単装機銃2挺 53cm魚雷発射管 艦首2門、魚雷2本 |
| 備考                                      | 安全潜航深度：75m 物資搭載量：艦内65トン、艦外20トン                |

伊号第三百六十三潜水艦（いごうだいさんびゃくろくじゅうさんせんすいかん）は、大日本帝国海軍の潜水艦。伊三百六十一型潜水艦の3番艦。回天攻撃隊に参加、戦後触雷で沈没。以下、日本海軍の潜水艦名は「伊363潜」等と略記する。
先に竣工した「伊362潜」において魚雷発射管が発生させる艦首波が問題視され、整流覆をつけることで解決が図られた結果「伊362潜」や「伊361潜」では発射管は使用不能となっていたが、「伊363潜」おいては艤装員長であった荒木大尉がこだわった結果、覆いを付けたうえで発射管も使用可能となっていた

## 艦歴
1942年の改⑤計画第5463号艦。1943年5月1日、呉海軍工廠にて起工。同年12月12日に進水。1944年7月8日、竣工。横須賀鎮守府籍。同日第十一潜水戦隊に編入。
9月15日、第七潜水戦隊に編入。
10月9日、横須賀を発し、トラック・メレヨンへの輸送任務に従事。10月21日にトラックへ着き、衣類など10トンを揚陸して10月24日トラック発。10月28日にメレヨンに着き糧食75トン、重油5トンを揚陸。傷病者など7名を収容して同日メレヨン発。トラックへ向かう途中で便乗者1名が死亡した。10月31日にトラックへ着き、重油33トンを揚陸。便乗者82名を乗せて11月2日にトラックを発し、11月15日に横須賀に帰投。
12月10日、横須賀を発し、南鳥島への輸送任務に従事。12月17日に揚陸を行い、12月26日に横須賀に帰投した。揚陸物件は糧食88トン、弾薬10トン、その他10トンで、復路では便乗者60名を乗せた。
1945年3月5日、横須賀を発し、南鳥島へ2回目の輸送任務に従事。3月13日に南鳥島へ着き、3月30日に横須賀に帰投。輸送内容は不詳。
3月20日、第七潜水戦隊が解隊され、「伊363潜」は第十五潜水隊に編入された。
「伊363潜」は回天搭載艦へと改装され、5月22日に「伊363潜」と「伊361潜」で回天特別攻撃隊轟隊が編成された。
「伊363潜」は回天5基を搭載し、5月28日に光基地を出撃。6月15日、沖縄の南東500浬で発見した目標に対して魚雷2本を発射。命中音、誘爆音らしきものを聴取し、水平線上に炎も見えたという。「伊363潜」は輸送船1隻撃沈を報じたが、これに該当する連合国側の記録はない。6月27日、宿毛湾に入泊。平生基地を経て6月29日に呉に帰投。
次いで「伊363潜」は多聞隊に加わり、回天5基を搭載して8月8日にパラオ北方500浬へ向けて光基地を出撃。ソ連参戦に伴い8月12日に日本海配備となり、8月13日に五島列島沖を航行中のところをアメリカ戦闘機による銃撃を受けて死者2名、負傷者2名をだした。修理のため佐世保へ向かい、同地で終戦を迎える。8月21日、呉着。
10月27日、アメリカ軍の命令による佐世保への回航のため呉を出港。10月29日、悪天候の中宮崎県広瀬村沖を航行中に「伊363潜」は触雷して沈没。生存者は1名のみで、艦長以下34名が死亡した。
11月10日、除籍。

## 歴代艦長
※『艦長たちの軍艦史』444頁による。

### 艤装員長
1. 荒木浅吉 大尉：1944年6月5日 -

### 艦長
1. 荒木浅吉 大尉：1944年7月8日 -
2. 木原栄 大尉：1944年12月1日 -